# Кожевников, Леонид Иванович
Леонид Иванович Кожевников — советский хозяйственный, государственный и политический деятель.

## Биография
Родился в 1904 году в Санкт-Петербурге. Член КПСС с 1938 года, исключён в 1955 году.
С 1922 по 1926 годы учился на гидротехническом факультете Ленинградского политехнического института.
С 1926 года — на хозяйственной, общественной и политической работе. В 1926—1985 гг. — в ОГПУ Ленинградского военного округа, в Управлении НКВД Ленинградской области, начальник следственной части УНКВД Ленинграда, начальник разведотдела, начальник 4-го отдела УНКВД Ленинградской области, заместитель начальника УНКГБ Ленинградской области, начальник УНКГБ-УМГБ Кировской области, начальник УМГБ Чкаловской области, инженер, начальник отдела капитального строительства, заместитель главного механика, инженер по техническому надзору Ленинградского фарфорового завода им. М. В. Ломоносова.
Избирался депутатом Верховного Совета РСФСР 2-го созыва.
Умер в Ленинграде после 1986 года.